# 少耙下鱵
少耙下鱵（学名：Hyporhamphus paucirastris）为鱵科下鱵鱼属的鱼类。分布于仅见于越南以及北起福建省宁德到厦门等近海、南到海南岛等，属于暖水性近海鱼类. 栖息于中上层水域。其多见于也生活于河口和内湾。该物种的模式产地在福建三都。